# Вістахм
Вістахм (пехл. 𐭥𐭮𐭲𐭧𐭬; д/н — 596/600) — шахіншах Сасанідської імперії в 590/594—596/600 роках.

## Життєпис
Походив з впливового парфянського клану Іспахбудган. Онук Баві, спахбеда (головкокомандувача війська), син Шапура, спахбеда Заходу. Сестра Віхрама була дружиною шахіншаха Ормізда IV. Сучасний історик Стівен Х. Рапп зазначає, що Вістахм, можливо, ідентичний Устаму, згаданому в грузинських джерелах, сасанідському коменданту Мцхети в Іберійському марзапанстві.
Після вбивства батька за наказом Ормізда IV успадкував посаду спахбеда Заходу. 590 року разом з братом Вістоєм повалили останнього й поставили на трон свого небожа Хосрова II Парвіза. Але не змогли протидіяти входженню до Ктесифону повсталого Бахрама Чубіна
Разом з Хосровом II відступив на північ до Албанського марзапанства. Звідси Хосров рушив до візантійської імперії, де отримав військову допомогу. До нього з 8-тисячним військом доєднався Вістахм. Останній відзначився у битві при Бларатоні, де Бахрам Чубін зазнав нищівної поразки.
Після відновлення Хосрова II отримав посаду спахбеда Сходу, а його брат Вістоя став державним скарбником. Втім надмірна влада братів та їх амбіції зіштовхнулись з наміром шахіншаха зміцнити та централізувати імперію. Віндхоя було схоплено під час спроби втекти до Вістахма, а потім страчено. Це стало приводом повстання Вістахма, на бік якого перейшли прихильники Бахрама Чубіна. Дату початка відносять до 591 або 594 року.
Зумів відбити усі напади Хосрова II, встановивши владу над північю та сходом, прийнявши титул шахіншаха та став карбувати власні монети в Абаршахрі та Реї. Його володіння простягалися від річки Окс на сході до провінції Артавіль на заході. Він навіть здійснив військову кампанію проти князів (еталітів або кідаритів) Трансоксиани — Шауга та Паріовка.
596 або 600 року Вістахм вдерся до Мідії, де завдав поразки декільком арміям Хосрова II. Втім зрештою відступив до Ґіляну. Зрештою в битві біля Куміса під час запеклої битви проти хосровським військ на чолі із Смбатом Багратуні був раптово вбитий Паріовкою. Але здолати заколотників не вдалося. Повстання остаточно було придушено у 602 році.